# کری مچت
کَری مَچـِـت (انگلیسی: Kari Matchett؛ زادهٔ ۲۵ مارس ۱۹۷۰) بازیگر اهل کانادا است. وی از سال ۱۹۹۶ میلادی تاکنون مشغول فعالیت بوده‌است.

## آثار برگزیده
- درخت زندگی
- چشم‌فرشته‌ای
- ۲۴
- بخش فوریت‌های پزشکی
- مکعب ۲: ابرمکعب
- امور پنهانی